# Buena Vista Network
Pour les articles homonymes, voir Buena Vista (Disney).
Buena Vista Network est un réseau d'indépendants ayant signé un contrat avec Buena Vista Pictures Distribution ou Buena Vista Pictures Distribution Canada pour observer les salles de cinémas diffusant des produits de Buena Vista.
Buena Vista signe principalement des contrats avec les étudiants qui doivent accorder de 4 à 6 heures par semaine, cela 3 à 4 semaines par mois, à vérifier entre autres :
- la diffusion des bandes annonces
- les dates de sortie des films
- les affichages et présentoirs ainsi que tous les supports publicitaires

Après leurs investigations dans une zone de l'agglomération où ils résident, les observateurs doivent rendre compte sur le site internet du groupe. Ce travail est bien sûr rémunéré après réalisation.